# ليمان إنوس كناب
ليمان إنوس كناب هو محامي وصحفي وقاضي وسياسي أمريكي، ولد في 5 نوفمبر 1837 في سومرست في الولايات المتحدة، وتوفي في 9 أكتوبر 1904 في سياتل في الولايات المتحدة. نشط حزبياً في الحزب الجمهوري. وقد انتخب عضو مجلس نواب فيرمونت ‏.